# استوارت پرایس
استوارت دیوید پرایس (زاده ۹ سپتامبر ۱۹۷۷) یک موسیقی‌دان الکترونیک، دی‌جی، ترانه‌سرا و تهیه‌کننده موسیقی انگلیسی است.
پرایس به خاطر کارش با هنرمندانی از جمله مدونا، دوآ لیپا، قاتلان، نظم جدید، کایلی مینوگ، DMA's، مثال، تیک دت، میسی الیوت، خواهران قیچی، پسران پت شاپ، براندون فلاورز، گوئن استفانی، سیال، جسی ور، فرانک موزیک، هارد فای، هرتز، همه چیز همه چیز، رینا ساوایاما و دارین زانیار شناخته شده است.

## آهنگ‌شناسی

### آلبوم‌ها

#### ریتم‌های دیجیتال
- آزادی (۱۹۹۶)
- Darkdancer (1999)

#### ژاک لو
- طرح اولیه (2000)[۳]
- FabricLive.09 (2003)
- Palindrome (آلبوم محیطی) (۲۰۱۳)

#### Tracques
- آهنگ‌های جلد ۱ (۲۰۱۳)
- زن زوت (با آدام بلیک و جانی بلیک)
- زندگی در یک مجله (۲۰۰۱)
- چیزها همان چیزی هستند که قبلاً بودند (۲۰۰۹)
- ستاره نوردی (۲۰۱۴)
- غیبت (۲۰۱۷)
- بازطراحی شده (۲۰۱۸)
- ماکسی درام (TBC)

### تک آهنگها
| "Jacques Your Body (مرا عرق کن)"                                               | ۱۹۹۷ | ۹  | ۳۸ | ۱۲ | ۳۰ | Darkdancer |
| "موسیقی باعث می‌شود کنترل خود را از دست بدهید"                                  | ۱۹۹۸ | ۶۹ | -  | -  | -  | Darkdancer |
| "(هی تو) اون صدا چیه؟"                                                         | ۱۹۹۸ | ۸۰ | -  | -  | -  | Darkdancer |
| "گاهی" (با حضور نیک کرشاو)                                                     | ۱۹۹۹ | ۵۶ | -  | -  | -  | Darkdancer |
| "امن با تو" (با الکس متریک با حضور مالین)                                      | ۲۰۱۳ | -  | -  | -  |    |            |
| "احساس عشق" (با تنسنیک با حضور جیمی لیدل)                                      | ۲۰۱۴ | -  | -  | -  | -  | درخشش      |
| "—" به صدای ضبط شده‌ای اشاره می‌کند که در آن منطقه نمودار نشده یا منتشر نشده‌است. |      |    |    |    |    |            |